# Portland Bill Lighthouse
Der Portland Bill-Leuchtturm ist ein Leuchtturm in England auf der Isle of Portland im Ärmelkanal. Der Leuchtturm leitet die Schiffe um die südöstlich vorgelagerten Sandbänke Bill und Shambles durch das von starken Gezeitenströmen dominierte Fahrwasser in den Hafen von Weymouth. Darüber hinaus ist er eine Landmarke für Schiffe im Ärmelkanal. Betrieben und gewartet wird er durch den Trinity House Lighthouse Service, der offiziellen englischen Behörde, die mit der Wartung von Leuchttürmen und anderen Schifffahrtszeichen beauftragt ist. Sie ist vergleichbar mit dem Wasser- und Schifffahrtsamt in Deutschland.

## Geschichte
Im frühen achtzehnten Jahrhundert wurde von einigen Schiffsbesitzern und der Stadt Weymouth eine Petition an Trinity House gestellt, einen Leuchtturm zu erbauen, der die Navigation um die Isle of Portland erleichtert. Trinity House hielt allerdings einen Turm an dieser Stelle für unnötig und lehnte den Bau ab. Weitere Bemühungen resultierten schließlich in einem Auftrag vom 26. Mai 1716 von Georg I, an Trinity House einen Turm zu erbauen. Diese vergab den Auftrag für 61 Jahre an ein privates Konsortium, das zwei Türme (oberen und unteren Turm) erbaute. Diese Türme wurden mit Kohlefeuern erleuchtet. Nach Ablauf der 61 Jahre ging der Betrieb an Trinity House zurück. 1789 wurde einer der beiden Türme abgerissen und durch einen neuen ersetzt, der mit seiner größeren Reichweite bei Tag und bei Nacht die Schiffe im Ärmelkanal und in den Hafen von Weymouth leiten konnte. In diesem Turm wurde eine von Aimé Argand entwickelte Argand-Lampe installiert. Der Portland Bill Leuchtturm war damit der erste in England, der mit dieser Technik ausgestattet wurde.
Im Jahr 1798 wurden zwei Geschütze am Leuchtturm installiert, um die mögliche Invasion von Napoleon abzuwehren. 1869 wurden die beiden alten Türme durch Neubauten ersetzt. Schon 1906 wurde der heutige Turm errichtet, um diese beiden zu ersetzen. Die alten Türme sind noch erhalten, einer wird zurzeit als Vogelwarte benutzt. Seit 1996 ist der neue Turm automatisiert und wird vom Trinity House Kontrollcenter in Harwich überwacht. Im Turm ist ein im Sommer geöffnetes Besucherzentrum untergebracht. In dieser Zeit ist es auch möglich, den Turm zu besteigen.
Unterhalb des Leuchtturms, direkt am Wasser befindet sich der Trinity House Obelisk, eine Trinity House Landmarke von 1844.

## Signale
Der Turm hat eine Höhe von 41 Metern, das Licht befindet sich in einer Höhe von 43 Meter über dem Meeresspiegel. Die auf dem Leuchtturm verwendete Optik ist aufgrund ihrer Anordnung sehr unüblich. Sie erzeugt ein Licht, das alle 20 Sekunden vier Mal sichtbar ist. Dabei ändert es sich Schritt für Schritt von einem zu vier Blitzen zwischen 221 und 224 Grad und von vier auf einen Blitz zwischen 117 und 141 Grad. Die Lichtstärke beträgt 635.000 Candela, die Reichweite beträgt etwa 45 km. Bei Nebel übernimmt ein kompressorbetriebenes Nebelhorn alle 30 Sekunden für 3,5 Sekunden die Warnung der Schifffahrt.
Neu:

Bilder vom englischen Portland Bill Lighthouse
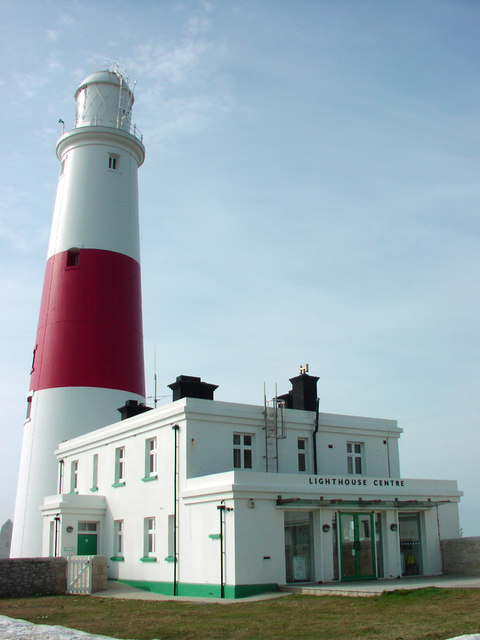
Der Leuchtturm-Komplex, 2005
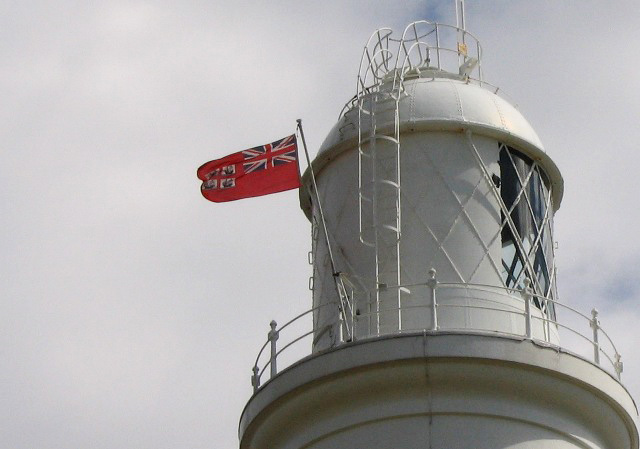
TH-Flagge am Leuchtturm, 2008
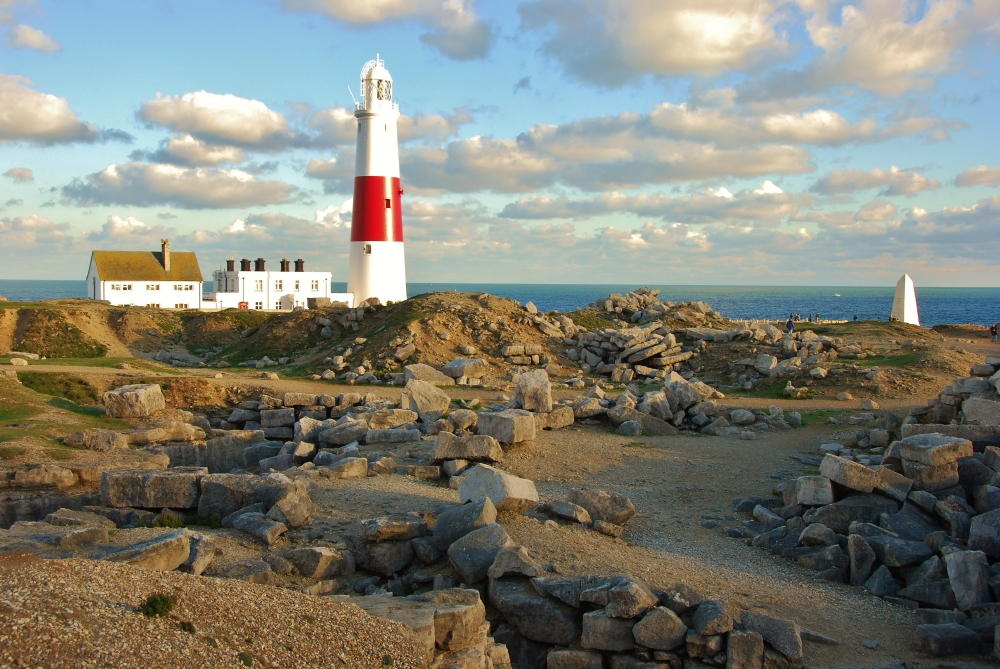
Blick zum Leuchtturm mit Obelisk, 2010
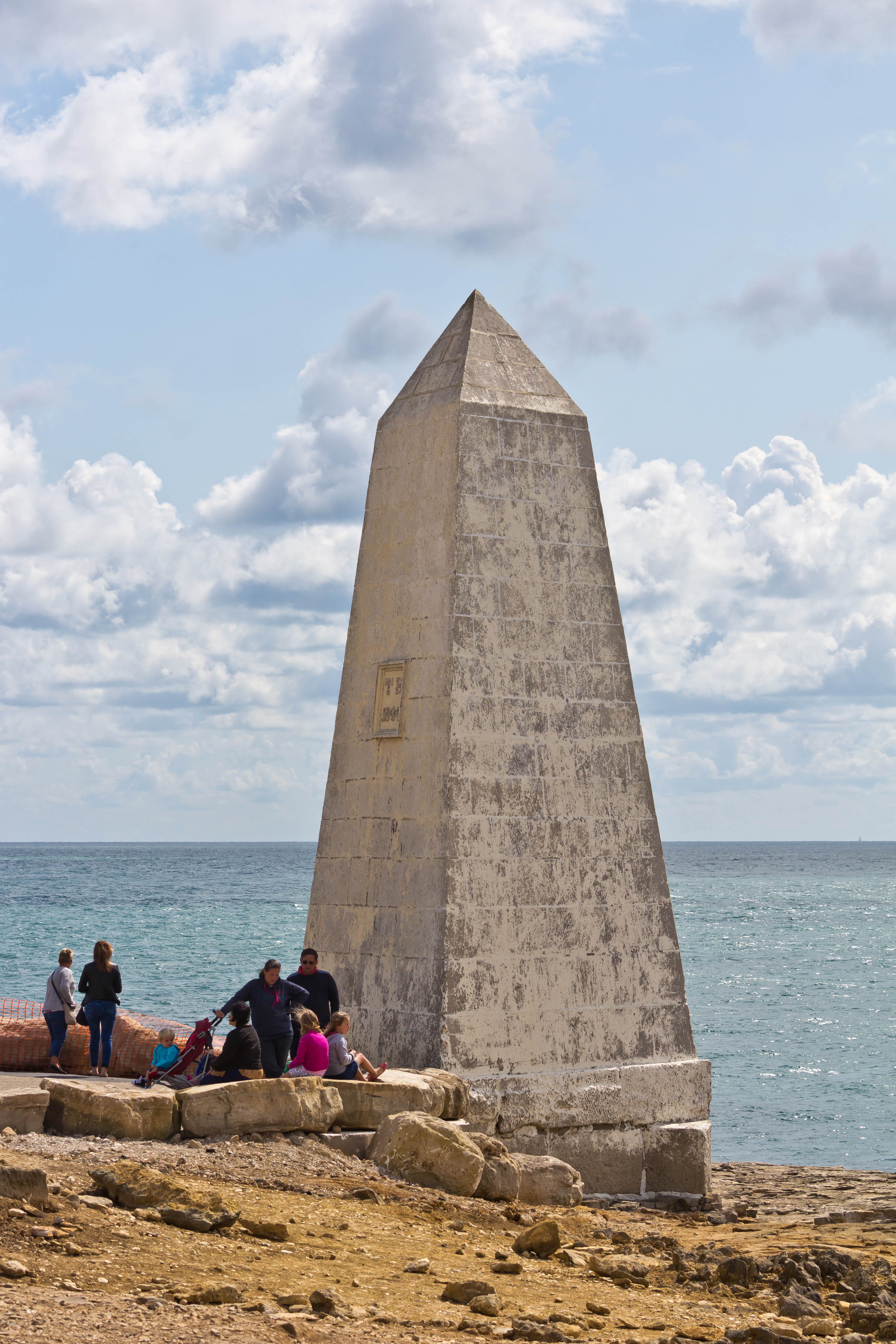
Trinity House Obelisk, 2014
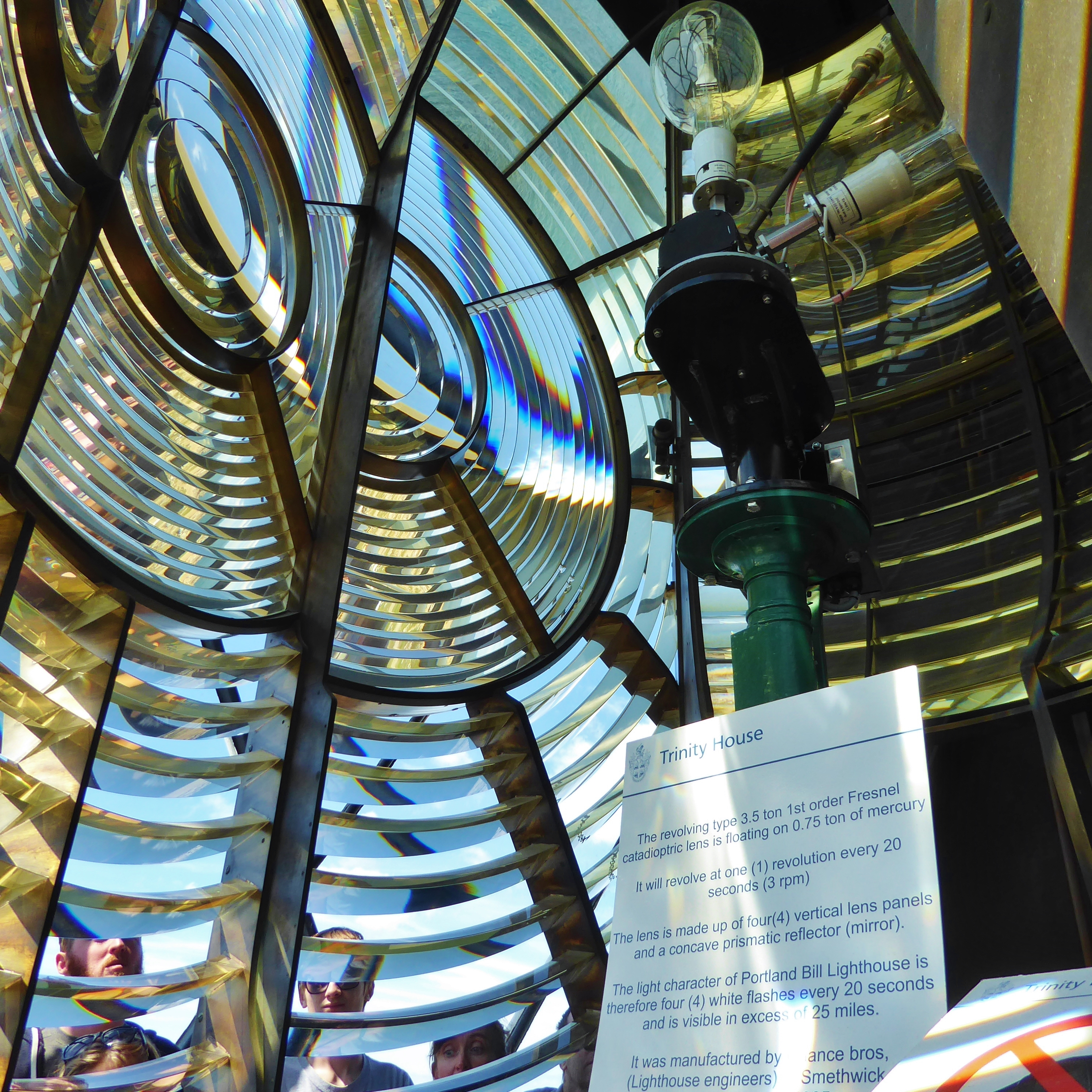
Blick auf Linsen und Lampen, 2017
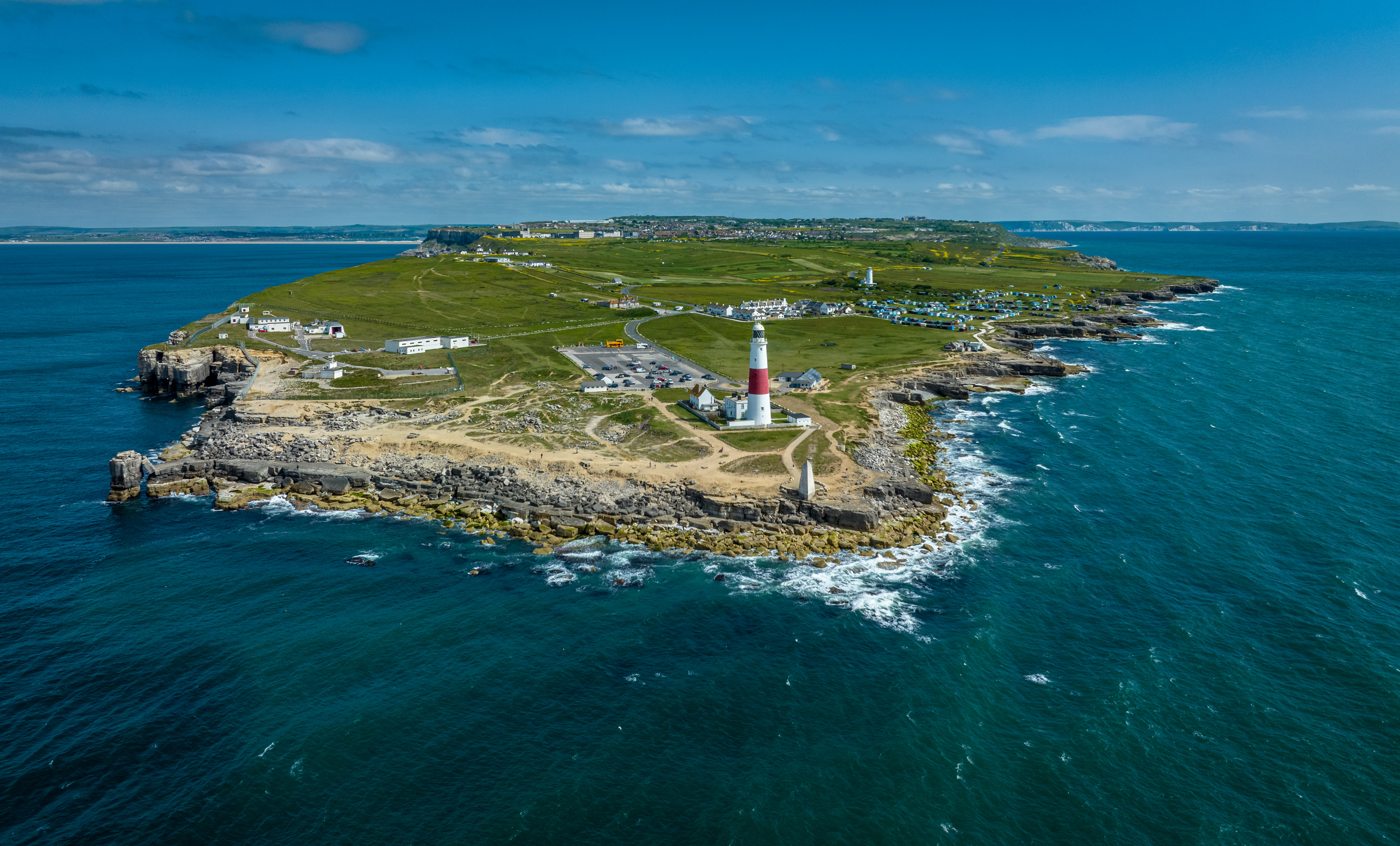
Blick von See zum Leuchtturm, 2023

## Geldmünze
Eine numismatische Würdigung erfolgte anlässlich des 250. Jahrestag – Geburt von Robert Stevenson. Es wurden 2022 in einer Leuchtturm-Serie fünf Münzen von Jersey im Nominal von Two Pounds u. a. mit dem Abbild der Leuchttürme von Bell Rock, La Corbière, Trwyn Du, St. John's Point und Portland Bill  geprägt.
Münze Two Pounds mit Leuchtturm von Portland Bill, 2022

Link zum Bild